# São Pedro do Butiá
São Pedro do Butiá é um município brasileiro do estado do Rio Grande do Sul, Região Sul do país.

## História
São Pedro do Butiá foi colonizado em 1907 pelo pioneiro Pedro Thomas. Logo vieram mais famílias, todas de ascendência alemã, as quais formaram a base da próspera comunidade butiaense atual.
Em 11 de dezembro de 2008 foi inaugurado o "Monumento a São Pedro" e o "Centro Germânico Missioneiro", duas importantes atrações para o desenvolvimento do turismo no município. O Monumento a São Pedro, é uma estátua em concreto de 30 metros de altura. Dentro da estátua há uma capela com uma cruz missioneira de 10 metros de altura. Ao pé da cruz encontram-se relíquias trazidas da Terra Santa. O Centro Germânico Missioneiro é um complexo de quatro casas em estilo alemão, que contam com sala de exposições, restaurante, museu e venda de produtos coloniais.

## Cidade-irmã
- Belém - desde 13 de maio de 2008[8]